# Сего, Франсуа
Ференц Сукич (венг. Szukics  Ferenc; известный как Франсуа Сего  (фр. François Szego) —  французский футболист венгерского происхождения.

## Биография
Родился 20 февраля 1915 года в Залаэгерсеге (Австро-Венгрия). 
Он играл на позиции левого нападающего и  наиболее известен по выступлениям за «Стад Реймс», «Бордо» и   «Нанси» в 1940-х годах.
Во время войны, став снова любителем в соответствии с директивами режима Виши, он работал, как и некоторые из его товарищей по команде, пожарным в Автономном порту Бордо.
По окончании своей карьеры он стал тренером и руководил, в частности, португальским «Атлетико»  из Лиссабона с сентября 1955 по апрель 1956  года (7 побед в 28	матчах Кубка и чемпионата Португалии) и «Расингом» из Агда с 1962 по 1969 (ему на смену пришёл Раймон Чиччи).
Один из героев книги Макса Юрбини «Футбольные истории» (рассказ «Габи, король подножки»).

## Достижения в качестве игрока
Командные
«Бордо»
- Обладатель Кубка Франции: 1941[11]

«Реймс-Шампань»
- Финалист  Кубка Франции: 1944